# Dyckman House
La Dyckman House, aujourd'hui Dyckman Farmhouse Museum, est la plus ancienne ferme restante sur l'île de Manhattan, vestige du passé rural de New York. La ferme de style colonial néerlandais a été construite par William Dyckman, vers 1785, et faisait à l'origine partie de plus de 100 hectares de terres agricoles appartenant à la famille. Elle est maintenant située dans un petit parc au coin de Broadway et 204th Street dans le quartier d'Inwood, au nord de Manhattan.

## Histoire et description
Dyckman était le petit-fils de Jan Dyckman, venu de la région de Westphalie en 1661. William Dyckman, qui a hérité du domaine familial, a construit la maison actuelle pour remplacer la maison familiale située sur la rivière Harlem près de l'actuelle 210e rue ouest, qu'il avait construite en 1748, et qui a ensuite été détruite pendant la guerre d'indépendance américaine. 

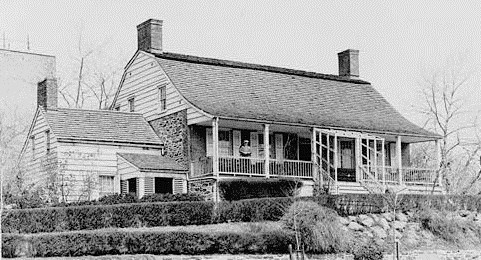
Photographie de 1934, documentation sur les bâtiments historiques américains.

La maison actuelle à deux étages est construite en pierre des champs, brique et bardeaux blancs et présente un toit en tonnelle et des avant-toits. Les porches sont typiques du style colonial hollandais, mais ont été ajoutés en 1825. L'intérieur de la maison a des salons et une cuisine d'hiver intérieure au sous-sol, servant ainsi de chauffage pour le premier étage. Les chambres ont des planchers de bois de châtaignier. Le fumoir extérieur de la maison — cuisine d'été —, dans un petit bâtiment au sud, peut précéder la maison elle-même. L'arrière de la maison contient une courte haie qui ressemble à un labyrinthe. 
La maison est restée dans la famille pendant plusieurs générations jusqu'à ce qu'elle la vende en 1868, après quoi elle a servi de propriété locative pendant plusieurs décennies. Au début du XXe siècle, la maison était en mauvais état et risquait d'être démolie, et en 1915, la famille Dyckman l'a rachetée. 
En 1915-1916, deux sœurs de la famille Dyckman, Mary Alice Dyckman Dean et Fannie Fredericka Dyckman Welch ont commencé une restauration de la ferme sous la supervision de l'architecte Alexander M. Welch (en), le mari de Fannie. En 1916, elles ont transféré la propriété de la maison à la ville de New York, qui l'a ouverte en tant que musée de la vie hollandaise et coloniale, avec le mobilier original de la famille Dyckman. 
La ferme — qui est non seulement la plus ancienne de Manhattan, mais la seule dans le style colonial néerlandais et la seule ferme du XVIIIe siècle dans le quartier également — a été classé site protégé de New York et un monument historique national depuis 1967,. 
En 2003, la maison a subi une restauration majeure, après quoi elle a rouvert au public à l'automne 2005. 

## Galerie

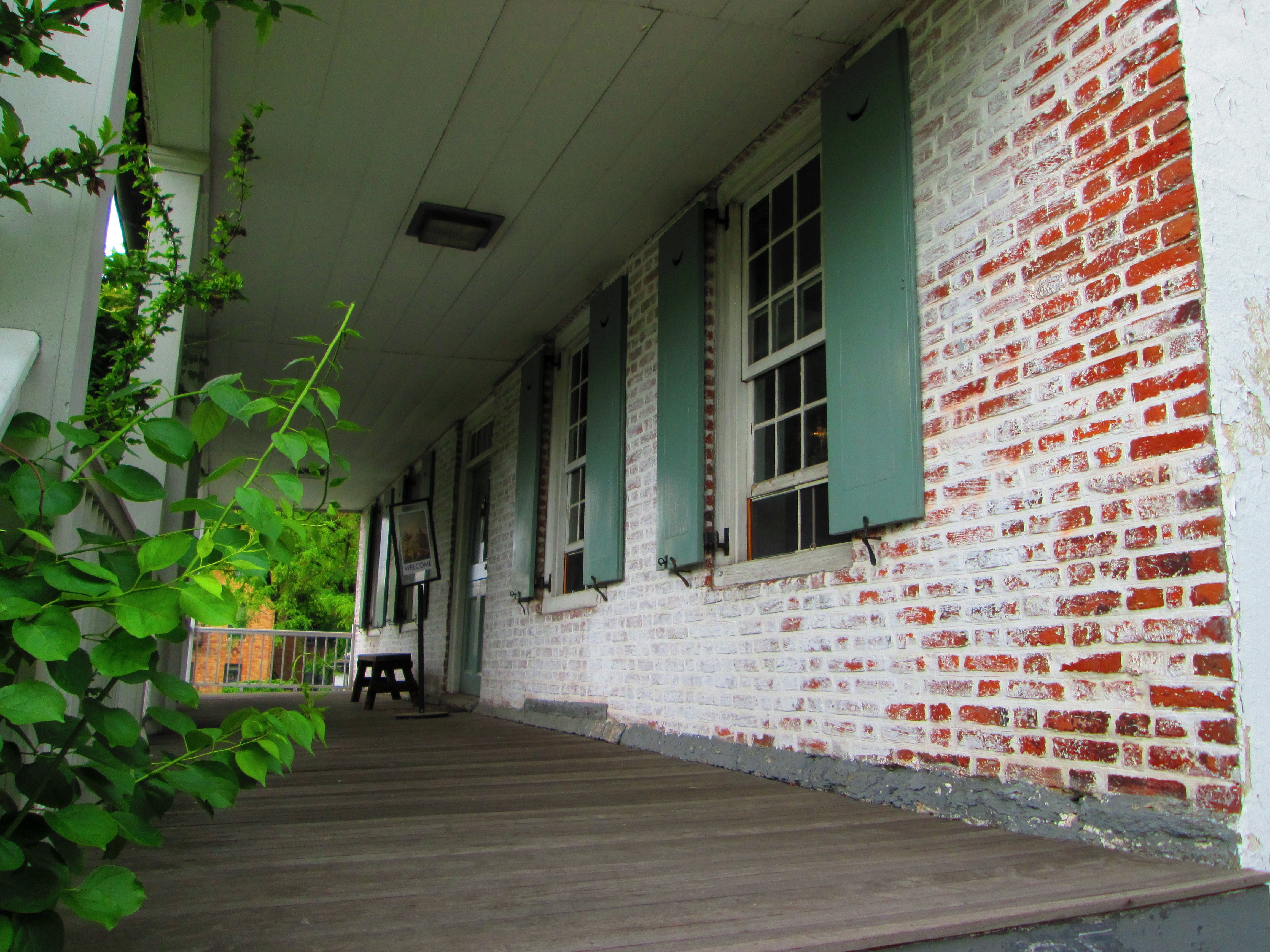
Porche avant.
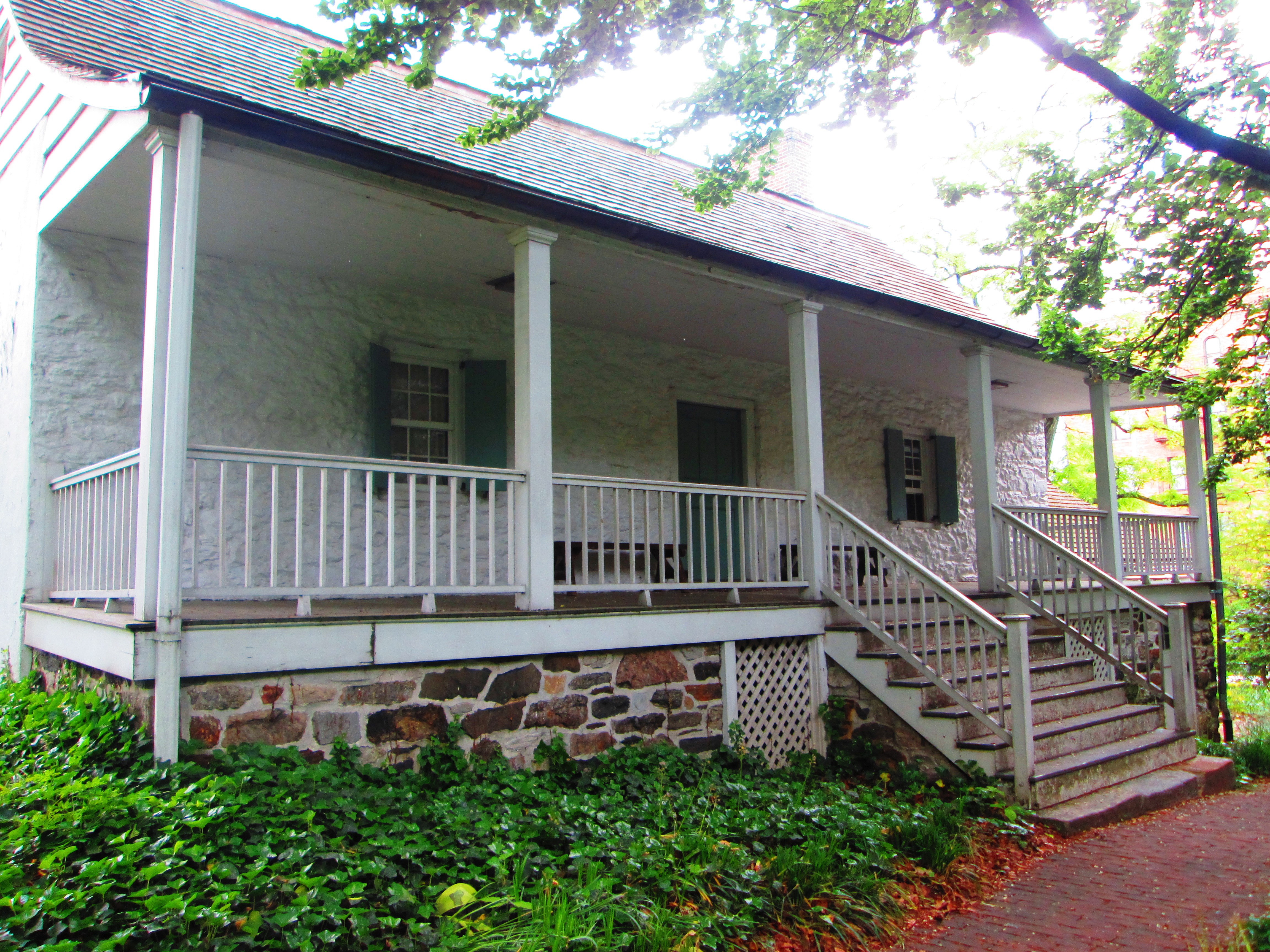
Porche arrière.
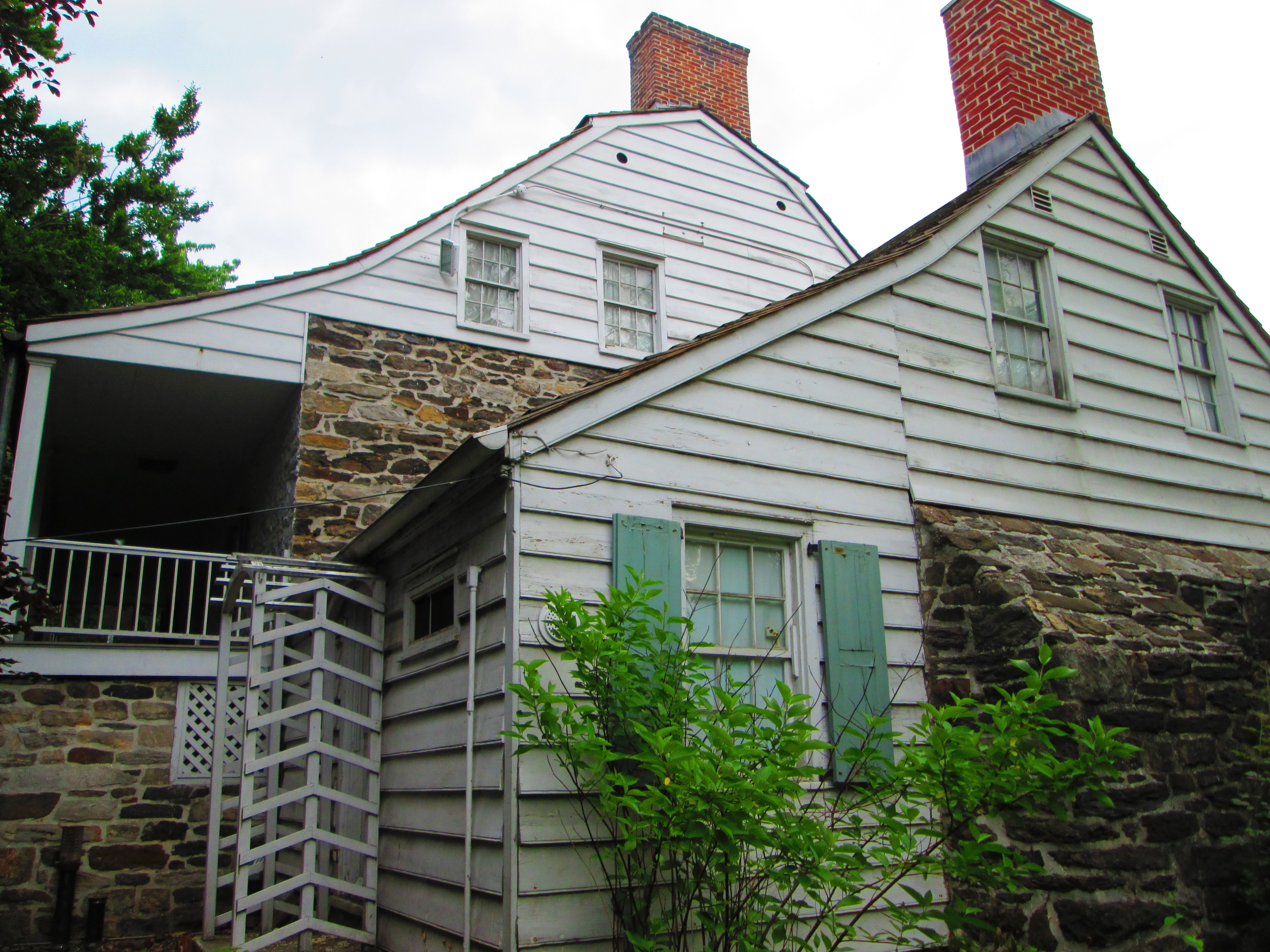
Extrémité ouest de la maison, vue de l'arrière .

## Voir également
- Liste des monuments historiques nationaux à New York